# Pallanuoto ai I Giochi del Mediterraneo
Il torneo di pallanuoto ai I Giochi del Mediterraneo vide come vincitrice la Spagna in finale contro i padroni di casa dell'Egitto.

## Podio
| Evento          | Oro    | Argento | Bronzo |
| Torneo maschile | Spagna | Egitto  | Grecia |